# یواس‌اس ویلمارس (دی‌یی-۶۳۸)
یواس‌اس ویلمارس (دی‌یی-۶۳۸) (به انگلیسی: USS Willmarth (DE-638)) یک کشتی بود که طول آن ۳۰۶ فوت (۹۳ متر) بود. این کشتی در سال ۱۹۴۳ ساخته شد.